# Josef Brendle
Josef Brendle (ur. 8 czerwca 1949) – liechtensteiński strzelec, olimpijczyk.
Uczestnik Letnich Igrzysk Olimpijskich 1992. Startował wyłącznie w karabinie pneumatycznym z 10 m, w którym zajął 39. miejsce wśród 44 zawodników.
Brał udział w zawodach Pucharu Świata. Zajął m.in. 68. pozycję w Monachium w 1996 roku (uczestniczyło 95 zawodników).

## Wyniki

### Igrzyska olimpijskie
| Igrzyska       | Konkurencja                | Wynik                        | Miejsce | Źródło |
| -------------- | -------------------------- | ---------------------------- | ------- | ------ |
| Barcelona 1992 | Karabin pneumatyczny, 10 m | 576 pkt. (96–96–95–98–93–98) | 39      | [ 1 ]  |